# 玉出出入口
玉出出入口（たまででいりぐち）は、大阪府大阪市西成区の阪神高速道路15号堺線の出入口。1号環状線・17号西大阪線方面のみ接続するハーフICである。

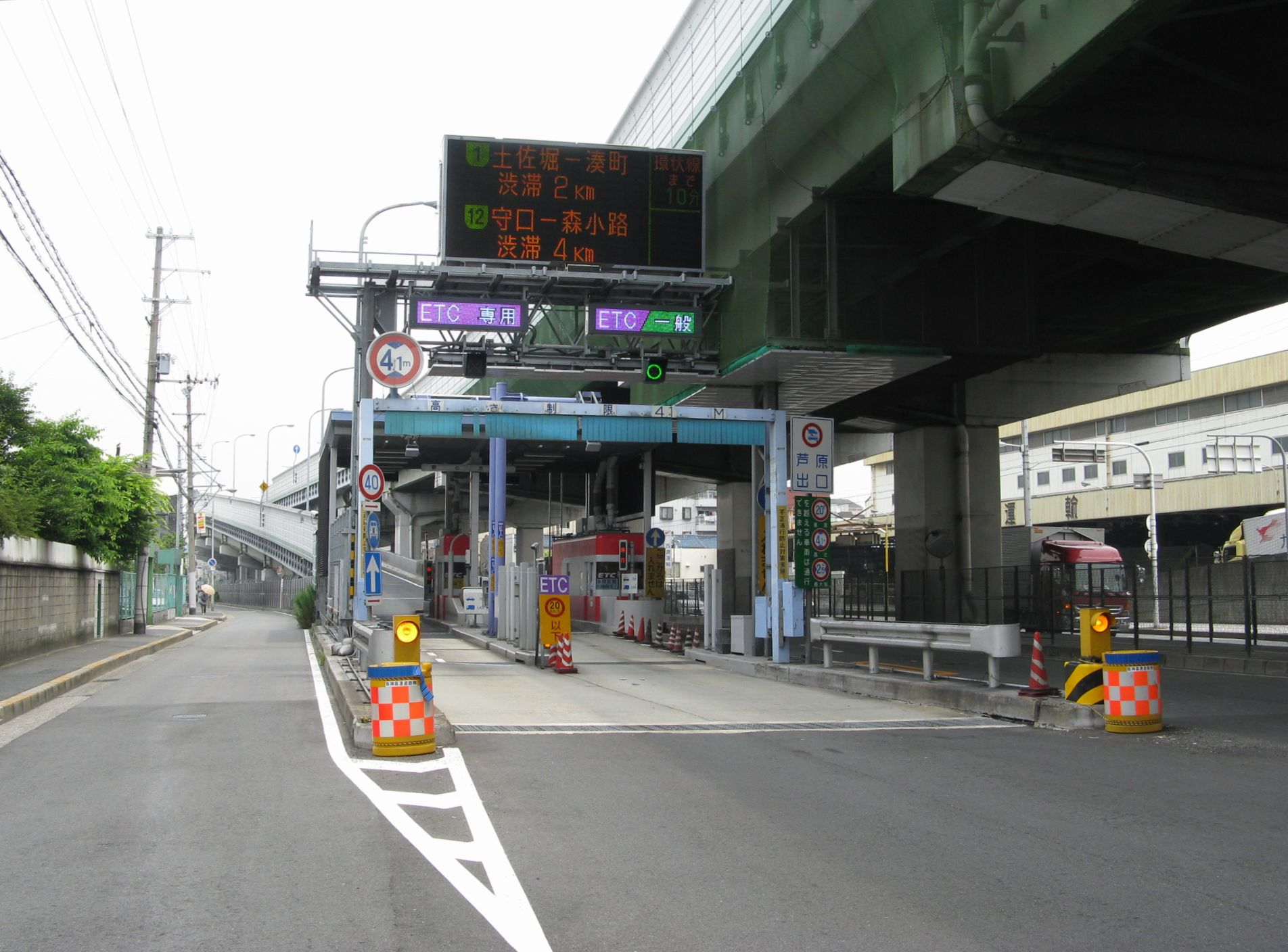
北行入口を北望

## 道路
- 阪神高速15号堺線 (15-05)

## 料金所

### 玉出料金所
- ブース数：2
  - ETC専用：1
  - ETC/一般：1

## 案内板
- 15-05　玉出出口　住吉大社　南港

## 接続する道路
- 南港通（大阪府道5号大阪港八尾線）

## 周辺
- 玉出、南津守、粉浜
- 住吉大社
- 住吉公園
- 安立町
- 大阪南港（咲洲）
- Osaka Metro四つ橋線　玉出駅・北加賀屋駅

## 隣
阪神高速15号堺線
(15-03) 芦原出口 - 南開JCT - 南開TB - (15-04) 津守出入口 - (15-05) 玉出出入口 - (15-06) 住之江出入口 - (15-07,15-08) 堺出入口